# Los Millares

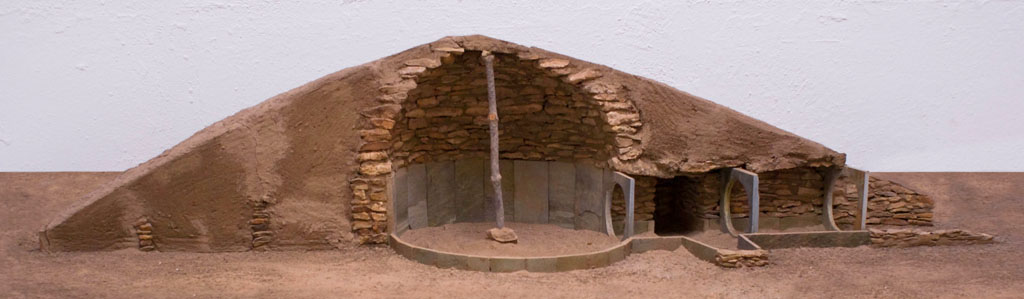
Tomba a tholos di Los Millares.

Los Millares è un sito archeologico risalente al calcolitico situato a 17 km a nord di Almería nel municipio di Santa Fe de Mondújar in Andalusia (Spagna meridionale). Consisteva in un insediamento circondato da mura con numerosi torrioni e da un cimitero esteso per circa 5 acri. Nei dintorni dell'insediamento erano scaglionati numerosi piccoli avamposti fortificati. Venne scoperto nel 1891 durante la costruzione di una ferrovia e fu scavato per la prima volta negli anni successivi da Luis Siret. Gli scavi continuano ancora oggi. Si stima che possa aver raggiunto i 1 000 abitanti. Gli appartenenti a questa cultura erano agricoltori e allevatori, e praticavano la metallurgia del rame.

## L'insediamento
Il villaggio di Los Millares fu scoperto nel 1891, durante la costruzione di una linea ferroviaria, e fu scavato per la prima volta dall'archeologo belga-spagnolo Louis Siret.
Il villaggio è situato in posizione strategica vicino alle miniere di rame della Sierra de Gádor, su un promontorio a forma di ergot tra il fiume Andarax e il torrente provvisorio Huéchar (rambla de Huéchar). Ha una cittadella murata interna ed è circondata da altre tre mura, rinforzate da torri semicircolari e bastioni. Los Millares possiede anche numerose difese esterne su alture vicine (sono stati individuati fino a 13 forti), molte delle quali sono solidamente difese da mura concentriche. Si ritiene che venissero utilizzati anche per immagazzinare il grano.
Si stima che Los Millares potesse ospitare una popolazione di circa 1 500 persone. La necropoli, di fronte alle mura esterne, occupa circa 2 ettari e contiene quasi un centinaio di tombe, la maggior parte delle quali tholoi. All'interno delle mura si trovano una serie di semplici abitazioni e un grande edificio con tracce di fusione di rame.

## Cronologia
La datazione al carbonio-14 del villaggio lo colloca tra la fine del quarto millennio a.C. e l'ultimo quarto del III millennio a.C..
Queste date hanno confutato la vecchia ipotesi secondo cui i coloni provenienti dal Mar Egeo avrebbero fondato il villaggio, portando con sé tombe a tholoi e metallurgia (l'ipotesi diffusionista delle origini della metallurgia e del megalitismo nella Penisola Iberica). 
Infatti, quando fu fondato il villaggio di Los Millares :
- le tholoi dell'Egeo non esistevano ancora, poiché le prime documentate risalgono alla metà del III millennio a.C., mentre le tombe classiche, come il Tesoro di Atreo, risalgono al periodo tardo-ellenico (seconda metà del II millennio a.C.);
- alla metà del III millennio a.C., l'Egeo praticava già la metallurgia del bronzo, cioè la lega di rame e stagno, mentre Los Millares conosceva solo rame e arsenico.
- la fabbricazione e il commercio di armi e utensili in bronzo arsenicale furono il principale fattore di sviluppo di questa cultura, sebbene l'agricoltura e l'allevamento rimanessero le attività principali.

## Relazione fra Los Millares e le altre culture contemporanee
Los Millares era parte della cultura megalitica e del vaso campaniforme che caratterizzava larga parte dell'Europa nello stesso periodo. Le analisi sulle circa 70 tombe a thòlos del sito rivelerebbero, secondo gli archeologi, che la società di Los Millares era fortemente stratificata e bellicosa, spesso in guerra con i suoi vicini. La cultura di Los Millares venne rimpiazzata nell'età del bronzo (1800 a.C. circa) dalla cultura di El Argar.
Un altro insediamento contemporaneo a Los Millares, scoperto nella stessa regione, è quello di Los Silillos.